# Sowa (Kubuś Puchatek)
Sowa (ang. Owl) – postać fikcyjna występująca w powieściach Kubuś Puchatek (1926) i Chatka Puchatka (1928) autorstwa A.A. Milne’a.
Została ona przedstawiona jako karykatura młodego intelektualisty lub rzekomy autorytet. Zgodnie z założeniami Milne’a Sowa miała stanowić parodię absolwentów Eton College.
Sowa wydaje się być postacią mądrą i inteligentną. Chwali się, że w przeciwieństwie do innych mieszkańców lasu potrafi czytać i pisać. Mieszkańcy lasu są niezbicie przekonani o głębokiej mądrości Sowy, nawet jeśli fakty temu przeczą: w rzeczywistości również ona ma problemy z czytaniem i pisaniem, więc nie prezentuje swoich umiejętności w obawie przed wyjściem na jaw oszustwa. Gdy Kubuś Puchatek prosi Sowę o napisanie tekstu na prezencie dla Kłapouchego, Sowa wcześniej sprawdza, czy Kubuś faktycznie nie potrafi czytać. Posługuje się wyszukanym słownictwem, jednak dostrzegając niezrozumienie lub frustrację ze strony rozmówcy przechodzi na prostszy język. 
Choć Kubuś Puchatek jest przedstawiony jako niezbyt inteligentna postać, dostrzega jednak rzeczy pomijane przez Sowę. W powieści, gdy Kubuś Puchatek prosi Sowę o pomoc w znalezieniu ogona Kłapouchego, ta wygłasza mowę, w której przedstawia plan znalezienia ogona. Przemówienie jest pełne wyszukanych słów, które u Kubusia Puchatka wywołują dezorientację. Po rozmowie Sowa prezentuje dzwonek z przyczepionym sznurkiem, który Puchatek rozpoznaje jako zagubiony ogon. Istnieje opinia, że postać Sowy i sposób, w jaki jest traktowana przez mieszkańców Stumilowego Lasu może być zawoalowaną krytyką ludzi pozbawionych umiejętności krytycznego myślenia, podążających za stereotypami i niewierzących we własną mądrość w zetknięciu z mądrością pozorną, ale dobrze wyeksponowaną. Może być również refleksją nad sposobem bycia dzieci z przełomu XIX/XX w., wychowywanych tak, by traktować autorytety „grzecznie” i z bezkrytycznym szacunkiem.
W Winnie-the-Pooh Sowa nie jest wprost określona jako postać męska lub żeńska. W wydanym w 1938 roku Kubusiu Puchatku Irena Tuwim przetłumaczyła Owl jako „Sowa Przemądrzała”, traktując ją jako postać kobiecą.  Boris Zachoder w rosyjskim tłumaczeniu powieści nadał Sowie imię очень-очень умная (bardzo, bardzo mądra). W wydanym w 2020 roku tłumaczeniu na dialekt śląski Grzegorz Kulik pozostał przy formie nadanej przez Irenę Tuwim.